# Chongju, Cộng hòa Dân chủ Nhân dân Triều Tiên
Chongju, Chŏngju(phát âm tiếng Hàn Quốc: [tsʌŋ.dzu] cũng được viết là Jŏngju, Jongju) là một si (thành phố) thuộc phía nam của tỉnh P'yŏngan Bắc của Cộng hòa Dân chủ Nhân dân Triều Tiên. Trước năm 1994, Chongju là một kun (huyện). Địa hình thành phố phần lớn là bằng phẳng, nhưng có một vài ngọn núi ở phía bắc. Phía nam là đồng bằng Chongju, nơi những ngọn đồi không cao quá 200 mét. Chongju cũng quản lý 10 hòn đảo trên Hoàng Hải. Thành phố có diện tích 473,2 km², dân số năm 2008 là 189.742 người, trong đó có 102.659 người thuộc khu vực thành thị.

## Lịch sử
Các hiện vật từ thời kỳ đồ đá mới và thời đại đồ đồng được tìm thấy ở khu vực Taesan-ri (trước đây là một phần của  Seoksandong và Taesandong thuộc đơn vị hành chính myeon Teokeon),  cho thấy bằng chứng về sự tồn tại của con người tại thời điểm đó trong khu vực. Khi nằm dưới sự kiểm soát của Goguryeo, nó trực thuộc Quận Mannyeon, và thuộc Bình Nhưỡng Amnok trong thời kỳ Balhae. Sau khi Balhae sụp đổ và trước khi Goryeo giành lại khu vực này, khu vực này đã bị người Juchen chiếm đóng. Trong thời kỳ Goryeo, nó được gọi là guju, có nghĩa là "tỉnh rùa". Năm 1231, Vua Gojong của Goryeo đã thăng chức khu vực này thành jeongwondaehobu, và sau đó khu vực này trở thành Jeongjumok. Jeongjumok được chia thành huyện Sucheon và huyện Kusong, nhưng nó đã sớm được tái hợp thành. TKhu vực này bị giáng cấp thành huyện Jeongwon vào năm 1812. Năm 1895, nó trở thành Quận Jeongju trực thuộc Uijubu.

## Địa lý
Khoảng 40% diện tích của of Chongju là rừng tùng bách.
Nền nông nghiệp địa phương chủ yếu là các nông trại trồng cây ăn quả và trồng lúa nước, hạt dẻ trong khu vực rất nổi tiếng. Thành phố có cả đường bộ lẫn đường sắt, với hai tuyến đường sắt Pyongui và Pyongbuk chạy qua.

## Phân chia hành chính
Chŏngju được chia thành 14 tong (phường) và 18 ri (xã):
| - Aedo-dong (애도동) - Kohyŏn-dong (고현동) - Namchŏl-dong (남철동) - Oryong-dong (오룡동) - Osan-dong (오산동) - Pukchang-dong (북장동) - Ryongpho-dong (룡포동) - Samma-dong (삼마동) - Sangdan-dong (상단동) - Sinchŏn-dong (신천동) - Sŏju-dong (서주동) - Sŏngnam-dong (성남동) - Talchŏn-dong (달천동) - Yŏkchŏn-dong (역전동) - Amdu-ri (암두리) - Chimhyang-ri (침향리) | - Hŭngrok-ri (흑록리) - Ilhae-ri (일해리) - Namho-ri (남호리) - Namyang-ri (남양리) - Osŏng-ri (오성리) - Tokchang-ri (독장리) - Posan-ri (보산리) - Sema-ri (세마리) - Sinan-ri (신안리) - Sinbong-ri (신봉리) - Sŏho-ri (서호리) - Sŏksan-ri (석산리) - Taesan-ri (대산리) - Taesong-ri (대송리) - Wŏnbong-ri (원봉리) - Wŏryang-ri (월양리) |

## Kinh tế
Nền nông nghiệp địa phương chủ yếu là các nông trại trồng cây ăn quả và trồng lúa nước, hạt dẻ trong khu vực rất nổi tiếng.

## Giao thông
Thành phố được phục vụ bằng cả đường bộ và đường sắt; đây là điểm giao nhau của tuyến P'yŏngŭi và P'yŏngbuk của Đường sắt Nhà nước Triều Tiên.

## Chính trị
Vào tháng 2 năm 2011, thành phố và những nơi khác ở Bắc P'yŏngan đã có những cuộc biểu tình hiếm hoi, với sự tham gia của vài chục người, kêu gọi cung cấp đủ gạo và điện. Vào thời điểm đó, tin tức về Mùa xuân Ả Rập đã lan truyền qua các kênh truyền hình Trung Quốc và các cuộc gọi điện thoại với những người đào tẩu

## Những người đáng chú ý
- Baek Seok - Nhà thơ
- Hong Yun-suk (YeoSa) - Nhà thơ
- Kim Ok - Poet
- Ki-baik Lee - Nhà sử học
- Sun Myung Moon - Người sáng lập Unification Church và là người tự nhận là đấng cứu thế
- Pang Chol-mi - Boxer
- Yi Kwang-su - Nhà văn, nhà thơ
- T.K. Seung - Nhà triết học và nhà phê bình văn học